# Эскьюватн
Эскьюватн (исл. Öskjuvatn, рус. Озеро Аскьи) — кратерное озеро в Исландии, расположено в кальдере вулкана Аскья в восточной части лавового плато Оудаудахрёйн (к северу от ледника Ватнайёкюдль, на территории одноимённого национального парка).

## Общие сведения

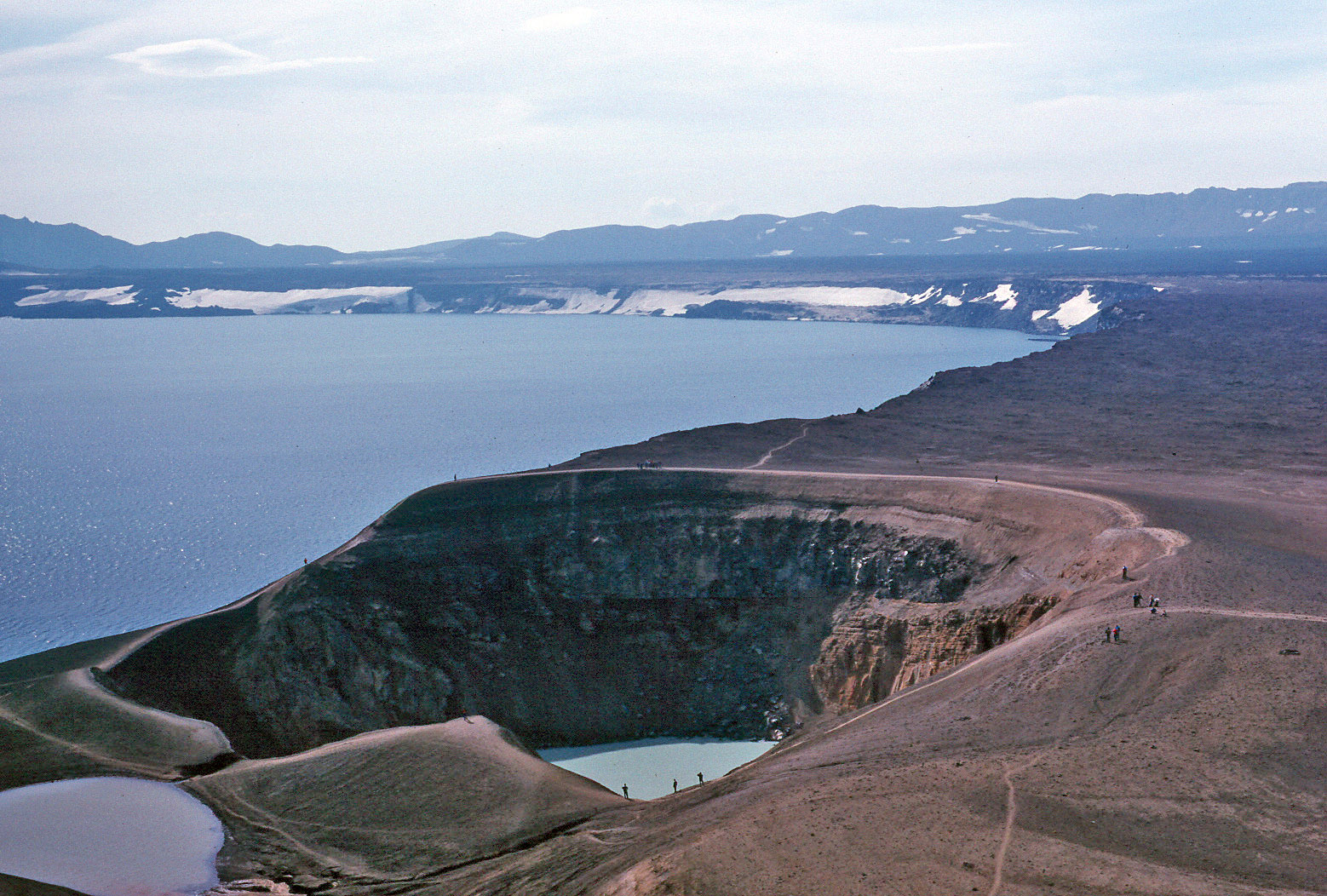
Озёра Эскьюватн (слева) и Вити (на переднем плане)

Площадь озера — 11 км², максимальная глубина — 220 м; это самое глубокое озеро страны.
Образовалось в результате мощного извержения вулкана в 1875 году.
Рядом с Эскьюватном расположено геотермальное озеро Вити диаметром около 100 м, примечательное молочно-голубым цветом своей воды.

## Гибель на озере немецких исследователей в 1907 году
10 июля 1907 года два немецких исследователя, геолог Вальтер фон Кнебель и художник Макс Рудольфф, пропали при изучении озера вместе со своей маленькой лодкой. Невеста Кнебеля, писательница Ина фон Грумбков, в 1908 году организовала поисковую экспедицию, однако поиски не дали результатов. Учёные, предположительно, погибли под оползнями, вызванными сейсмической активностью вулкана.
На западном берегу Эскьюватна в память о Кнебеле и Рудольффе установлен памятный знак.